# Neoclytus dorsalis
Neoclytus dorsalis är en skalbaggsart som först beskrevs av François Louis Nompar de Caumont de Laporte och Hippolyte Louis Gory 1841.  Neoclytus dorsalis ingår i släktet Neoclytus och familjen långhorningar. Inga underarter finns listade i Catalogue of Life.